# Johann Baptist Sonderland

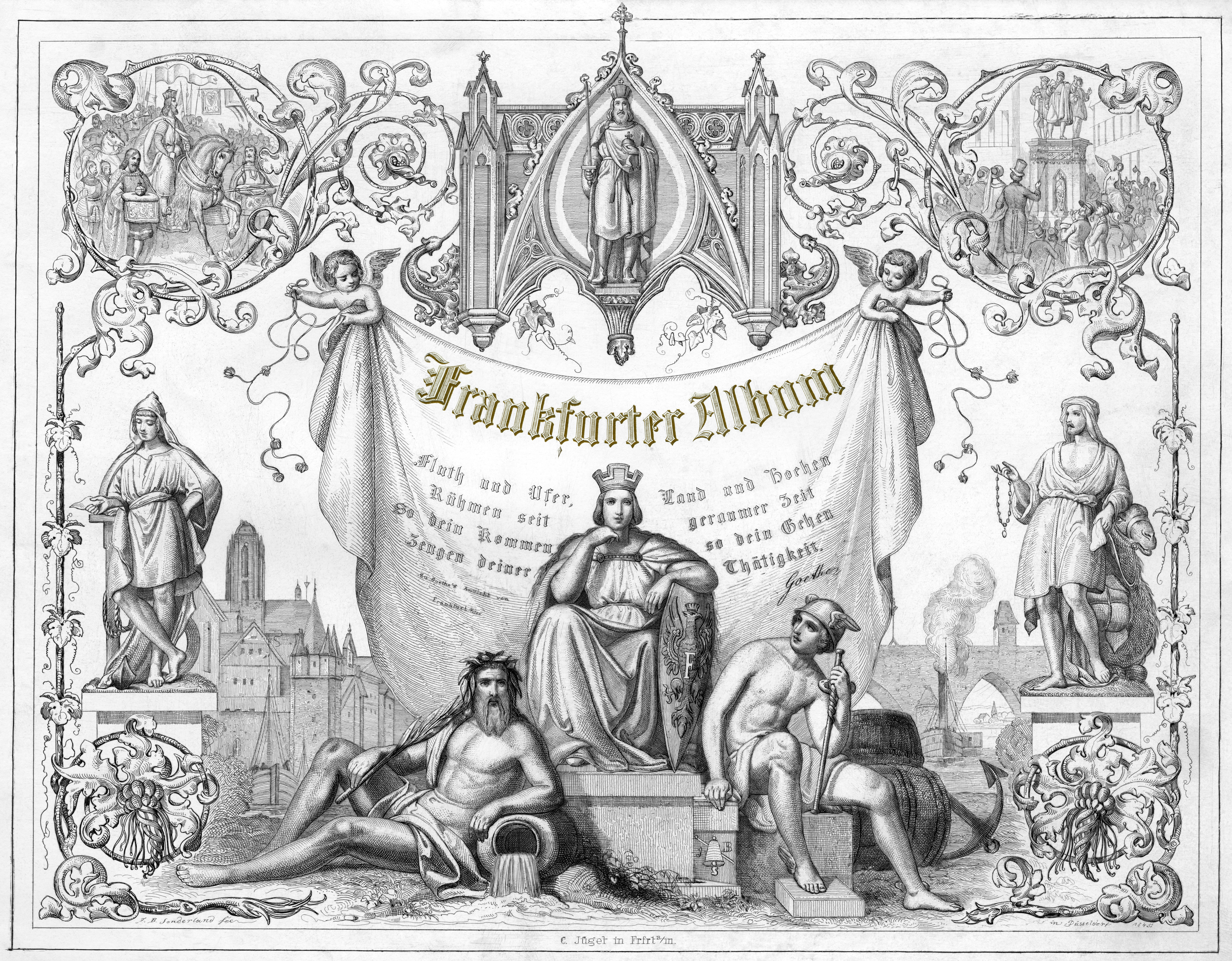
Titelblatt zu Frankfurt am Main. Album der interessantesten und schönsten Ansichten alter und neuer Zeit. (1845)
(Lithografie)

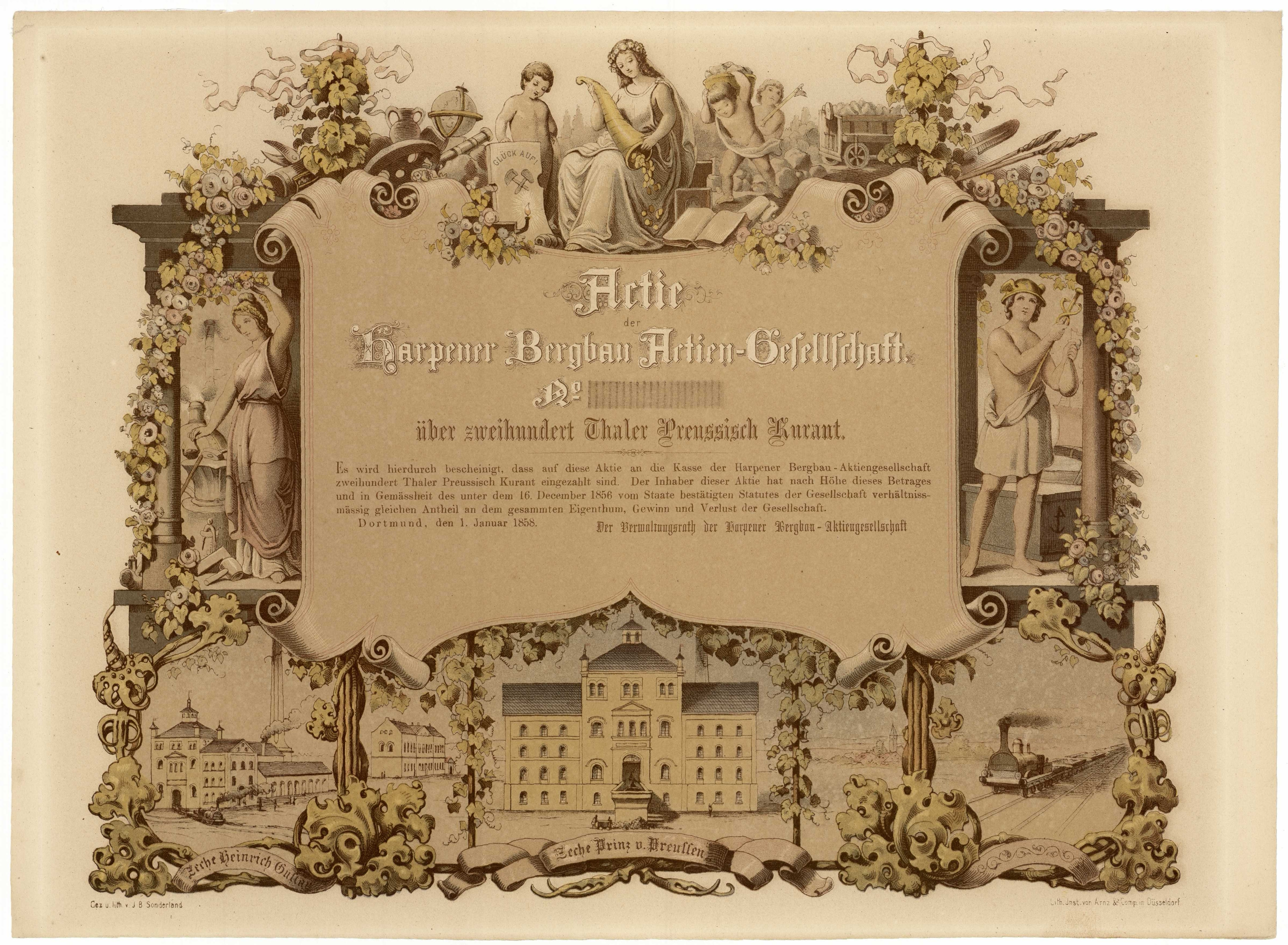
Gründeraktie der Harpener Bergbau AG vom 1. Januar 1858, farbige Lithographie von J. B. Sonderland.

Johann Baptist Wilhelm Adolf Sonderland (* 2. Februar 1805 in Düsseldorf; † 21. Juli 1878 ebenda) war ein deutscher Maler, Radierer, Illustrator und Lithograf.

## Leben
Sonderland war Schüler an der Kunstakademie seiner Heimatstadt. Anschließend unternahm er mehrere Studienreisen durch Frankreich und die Niederlande, von denen er viele Skizzen mitbrachte, welche dann die Grundlage seiner Genrebilder bildeten. Längere Zeit hielt sich Sonderland auch in Paris und Frankfurt am Main auf, wo er sich auch in seinen Genrebildern durch Reichtum der Erfindung, Lebendigkeit der Darstellung und naiven Humor auszeichnete.
Die „Malerlieder“ seines Kollegen Robert Reinick illustrierte Sonderland ebenso wie den „Münchhausen“ von Carl Leberecht Immermann. Aber auch andere Werke deutscher Schriftsteller ergänzte Sonderland; u. a. sind hier seine „Bilder und Randzeichnungen zu deutschen Dichtern“ zu nennen. Auch für die Publikationen der Diakonissenanstalt Kaiserswerth schuf er zahlreiche Illustrationen.
In den letzten Jahren seines Lebens wandte er sich ausschließlich der Illustration zu und schuf eine große Zahl von Aquarellkompositionen, Lithografien nach eigenen und fremden Originalen, Randzeichnungen etc. Auch für die Publikationen der Diakonissenanstalt Kaiserswerth schuf er zahlreiche Illustrationen.
Johann Baptist Sonderland starb im Alter von 73 Jahren am 21. Juli 1878.
Sein Sohn Fritz Sonderland (1836–1896) war ebenfalls ein besonders im humoristischen Genre begabter Maler.

## Illustrationen (Auswahl)
- Münchhausen. Eine Geschichte in Arabesken. (1838)
- Lieder eines Malers mit Randzeichnungen seiner Freunde. (1838–46)
- Bilder und Randzeichnungen zu deutschen Dichtungen. (1844)
- Heinrich Grünewald: Orbis pictus: Ein Lern- und Unterhaltungsbuch für die wißbegierige Jugend; mit 30 fein colorirten Tafeln. Arnz, Düsseldorf 1841 (Digitalisierte Ausgabe)
- Frankfurt am Main. Album der interessantesten und schönsten Ansichten alter und neuer Zeit. (1845)
- Erinnerungsblatt an die zweihundertfünfzigjährige Jubelfeier der Einverleibung der Grafschaft Mark in die Krone Preußen. (Kreidelithographie, 1859, Gustav-Lübcke-Museum, Hamm)

Digitalisierte Ausgaben der Universitäts- und Landesbibliothek Düsseldorf:
- In: ABC-Bilder- und Lesebuch. Band 10: Geschichtliche Erzählungen. – Düsseldorf: Arnz, [1844] Digitalisierte Ausgabe
- In: Album deutscher Dichter / Mit 36 Original-Zeichnungen deutscher Künstler, als: A. v. Schroeter, J. B. Sonderland, Theod. Hosemann, A. Menzel, v. Kloeber, F. Holbein, Rosenfelder u. a. m. – Berlin: Hofmann, 1848. – Digitalisierte Ausgabe
- In: Album deutscher Künstler in Originalradirungen. – Düsseldorf: Buddeus, 1841. Digitalisierte Ausgabe
- Blüthen vaterländischer Dichter: Deutschen Frauen und Jungfrauen gewidmet. – S. I.: ca. 1850. Digitalisierte Ausgabe
- Bilder und Randzeichnungen zu deutschen Dichtungen. – Düsseldorf: Buddeus, 1838 – 44 (Ausg. mit Text) Digitalisierte Ausgabe
- Bilder und Randzeichnungen zu deutschen Dichtungen. – Düsseldorf: Buddeus, 1838 – 44 (Ausg. mit überw. leeren Textfeldern) Digitalisierte Ausgabe
- Bilderlust für fleissige Kinder. – Düsseldorf: Arnz, um 1840. Digitalisierte Ausgabe
- In: Hocker, Nikolaus. Die Chronik der Stadt Cöln: mit Illustrationen. – Düsseldorf: Arnz, 1857. Digitalisierte Ausgabe
- In: Deutsche Dichtungen mit Randzeichnungen deutscher Künstler. – Düsseldorf: Buddeus, (Bände 1–2) 1843. Digitalisierte Ausgabe
- Agathon oder der Führer durchs Leben: Für denkende Jünglinge. – St. Gallen: Scheitlin und Zollikofer, 1842. Digitalisierte Ausgabe
- Arenz, Carl. Drei Erzählungen: eine Weihnachtsgabe für die Bücheler'sche Arbeits- und kleinkinderschule zu Düsseldorf.- Düsseldorf: Voss, 1852. Digitalisierte Ausgabe
- Festkränzchen: Eine Auswahl von Gedichten auf die kirchlichen Feste sowie zu anderen festlichen Gelegenheiten, für die Jugend. – Düsseldorf: Schulgen, 1850. Digitalisierte Ausgabe
- Arenz, Karl: Die Geschwister: Eine Erzählung für die liebe Jugend. – Düsseldorf: Schulgen, 1851. Digitalisierte Ausgabe
- Goldspiegel: Bilder aus dem Jugendleben. Gewidmet von J. B. Sonderland. Verse von W. Herchenbach. – Stuttgart: Hallberger, 1852. Digitalisierte Ausgabe
- Das goldene ABC dargestellt in Bildern aus dem Natur- und Menschenleben. – Düsseldorf: Schulgen, 1849. Digitalisierte Ausgabe
- Bayerle, Bernhard Gustav: Katholische Festbilder. – Düsseldorf: Arnz, 1847. Digitalisierte Ausgabe
- Knabenlust: Eine Auswahl von Gedichten zur Weckung eines jugendlich frischen Sinnes und rüstiger Thätigkeit. – Düsseldorf: Schulgen, 1849. Digitalisierte Ausgabe
- Heye, Jan Pieter: Der kleine Kinderfreund: Ein Büchlein für die lieben Kinder. – Düsseldorf: Schulgen, 1851. Digitalisierte Ausgabe
- In: Reinick, Robert. Lieder eines Malers mit Randzeichnungen seiner Freunde. – 1836–1852.
  - Lieder eines Malers mit Randzeichnungen seiner Freunde. – Düsseldorf: Schulgen-Bettendorff, 1838, farbige Mappen-Ausgabe. Digitalisierte Ausgabe
  - Lieder eines Malers mit Randzeichnungen seiner Freunde. – Düsseldorf: Schulgen-Bettendorff, 1838. Digitalisierte Ausgabe
  - Lieder eines Malers mit Randzeichnungen seiner Freunde. – Düsseldorf: Buddeus, zw. 1839 und 1846. Digitalisierte Ausgabe
  - Lieder eines Malers mit Randzeichnungen seiner Freunde. – Leipzig: Vogel, ca. 1852. Digitalisierte Ausgabe
- Das Mährlein von Fletsch und Winzelchen: Eine hübsche und belehrende Geschichte für Kinder. Nach Eugène Sue, bearbeitet von Franz Lauter. – Frankfurt a. M: Ullmann, 1844. Digitalisierte Ausgabe
- Grimm, Albert Ludewig: Mährchen aus dem Morgenlande: für die Jugend. – Hamburg: Heubel, 1844. Digitalisierte Ausgabe
- Hauff, Wilhelm: Märchen. – Stuttgart: Brodhag, 1842. Digitalisierte Ausgabe
- In: Märchen und Sagen für Jung und Alt. – Düsseldorf: Arnz: Voß, 1857, Band 2. Digitalisierte Ausgabe
- In: Norwegisches Bauernleben. Ein Cyclus in 10 Bildern. Von Adolph Tidemand. Mit allegorischem Titel in Farbendruck, entworfen v. C. Scheuren. Nach den Original-Cartons, zu den für die Königliche Villa „Oskarshall“, bei Christiania, ausgeführten Gemälden, lithographiert v. J. B. Sonderland. – Düsseldorf: Schulte, 1852, 2. Aufl. Digitalisierte Ausgabe
- Ravenstein, August. Ravenstein's topographisches Taschen-Panorama des Rheins von Mainz bis Köln. Mit humoristischen Randzeichnungen von J. B. Sonderland. – Frankfurt a. M: Ullmann, 1845. Digitalisierte Ausgabe
- In: Reumont, Alfred von, White, Charles (Hrsg.): Ruins of the Rhine, their times and traditions. – Aix-La Chapelle: Kohnen, 1838. Digitalisierte Ausgabe
- In: Reumont, Alfred von. Sagas légendes des bords du Rhin: orné de 8 gravures sur acier. – Aix-la-Chapelle: Kohnen, 1838. Digitalisierte Ausgabe
- In: S. Mainrad: eine Legende in Bildern. Nach den Original-Gemälden von H. Mücke, lithografiert von J. B. Sonderland. Mit erklärendem Text von Rudolph Stillfried Grafen Alcántara. – Düsseldorf: Elkan, Bäumer, 1861. Digitalisierte Ausgabe
- In: Sammlung von Original-Radirungen Düsseldorfer Künstler. – Düsseldorf: Schulgen, 1850. Digitalisierte Ausgabe
- In: Fliedner, Theodor (Hrsg.): Schul-Bilderbibel, in 30 Bildern Alten und neuen Testaments. – Düsseldorf: Arnz, 1843. Digitalisierte Ausgabe
- Scenen aus Immermanns Münchhausen. – Leipzig: Weber, 1848. Digitalisierte Ausgabe
- Schlegel, Hermann. Traité de fauconnerie: ouvrage orné de dix sept planches. – Leide: Arnz, 1853. Digitalisierte Ausgabe
- G. Hartmann. Vergißmeinnicht: Blumen-Lieder für junge Blumen-Freundinnen. – Wesel: Düms, 1869. Digitalisierte Ausgabe
- Zweihundert Hyperbeln auf Herrn Wahl's ungeheure Nase. – St. Gallen: Scheitlin und Zollikofer, 1841, 2. Ausg. Digitalisierte Ausgabe